# Равашел (Сибињ)
Равашел (рум. Răvășel) насеље је у Румунији у округу Сибињ у општини Михаилени. Oпштина се налази на надморској висини од 411 m.

## Становништво
Према подацима из 2002. године у насељу је живело 155 становника.

### Попис2002.
| Расподела становништва по националности 2002.‍ | Расподела становништва по националности 2002.‍ | Расподела становништва по националности 2002.‍ | Расподела становништва по националности 2002.‍ | Расподела становништва по националности 2002.‍ |
| --------------------------------------------- | --------------------------------------------- | --------------------------------------------- | --------------------------------------------- | --------------------------------------------- |
|                                               |                                               |                                               |                                               |                                               |
| Румуни                                        | Румуни                                        |                                               | 117                                           | 76,5%                                         |
| Роми                                          | Роми                                          |                                               | 29                                            | 19,0%                                         |
| Немци                                         | Немци                                         |                                               | 7                                             | 4,6%                                          |